# Артур 3: Рат два света
Артур 3: Рат два света (фр. Arthur et la guerre des deux mondes) француски је анимирани/играни филм из 2010. године чији је писац, продуцент и режисер Лик Бесон, који је заснован на његовом истоименом роману, са главним улогама које тумаче Фреди Хајмор и други глумци који репризирају своје улоге. ЕуропаКорп је продуцирала филм, који представља трећи и последњи део Бесонове Артур серије, након филма Артур и Минимоји и његовог наставка Артур и Малтазарова освета. Филм почиње са ничим изгубљеним, Артур мора почети да се враћа на своју нормалну величину и суочава се са Малтазаром у масовној финалној битци док Малтазар прети да преузме читав универзум.

## Радња
Малтазар је успео да пређе у људски свет. Његов циљ је једноставан: да окупи велику војску и освоји свет. Чини се да само Артур може да осујети његове планове, али прво мора да се врати у своју спаваћу собу и на нормалну величину. Пошто је још увек у формату Минимоја, наравно да може да рачуна на Селенијину и Бетамешову помоћ, али највеће изненађење је помоћ коју нуди Даркос, Малтазаров син, који тврди да жели да пређе на Артурову страну. Пешице, бициклом, аутомобилом, па чак и „харли-дејвидсоном” – Артуру и његовим пријатељима биће потребна сва могућа помоћ у коначном обрачуну с Малтазаром.